# 時をかけるバンド
『時をかけるバンド』（ときをかけるバンド）は、フジテレビオンデマンド (FOD) で2020年8月19日より配信されていた、FODオリジナルの配信ドラマ。全10話。2020年10月20日から12月22日までは地上波（フジテレビ）でも放送。

## 概要
韓国のオリジナル脚本である『追赶时间的乐队 written by 李秀雅』を日本人クリエイター、キャストで大胆に再構成するフジテレビとYOUKUの共同企画。1つの原案を元に日本、中国ほかでローカライズされる予定の日本版である。2020年8月19日にフジテレビオンデマンドで配信開始。中国でも本作品が同時配信される。
同年10月20日からフジテレビ「ブレイクマンデー24」枠で放送開始。オープニング曲「オレンジ」、エンディング曲「pray」、加えて劇中バンドの音楽は赤い公園の津野米咲が作詞作曲を行っており、その赤い公園バージョンが同年11月にリリースされるほか、各楽曲の劇中バンドバージョンも配信リリースされた。
ドラマ配信に合わせて8月19日よりコミカライズ作品『時をかけるバンド』もFODで配信。作画は矢尾なおや。全17話。

## あらすじ
舞台は2006年。ガールズバンド「ちゃあはん」。所属事務所の育成契約の継続をかけたオーディションで不合格となり、社長の柳下から在庫のCD500枚を3日以内に売り切らなければ契約を解除すると宣告される。途方に暮れるちゃあはんメンバーだったが、自称未来からやってきた音楽プロデューサーの亮がやってきて、500枚を売り切るためのアイディアを出す。謎の男に不可解を抱きながらも、奮闘を見せる亮に、バンドのメンバーは心を揺さぶられる。男はなぜ事務所から切られそうな「ちゃあはん」に熱心になるのか。果たして本当に未来からやってきたのか。

## 登場人物
江花有希
演 - 白石聖
ガールズバンド・ちゃあはんのボーカル。バンドのリーダー的存在。
加藤汐里
演 - 長井短
ガールズバンド・ちゃあはんのベース。極度のあがり症で本番に弱い。
村上瞳子
演 - 大原優乃
ガールズバンド・ちゃあはんのドラム。引っ込み思案。
亮
演 - 三浦翔平
未来から来たという謎の男。このままでは「120パーセント売れない」とちゃあはんにダメ出しをする。
和泉誠一
演 - 板垣瑞生
歌手。有希、汐里の2人とは幼馴染。
柳下雄一
演 - 渡辺裕之
ちゃあはんの所属するレコード会社代表。
少年
演 - 坂東龍汰
知り合った有希を見つめる謎の高校生。
村上芳江
演 - 松本海希
睦子の母。

## スタッフ
- 原作『追赶时间的乐队 written by 李秀雅』（日本語タイトル「時を追いかけるバンド」）
- 音楽：赤い公園
- 脚本：玉田真也、三浦直之、下田悠子、伊達さん
- 企画：加藤達也、杉山 剛（ソニー・ミュージックエンタテインメント）
- プロデュース：櫻井雄一（ソケット）
- 協力プロデューサー：村上正成（フジテレビ）、孫揚（YOUKU）
- チーフプロデューサー：木沢基（フジテレビ）、胡可（YOUKU）
- エグゼクティブプロデューサー：早川敬之（フジテレビ）、謝穎（YOUKU）
- オープニングイラスト制作：古塔つみ
- 監督：スミス、椿本慶次郎、戸塚寛人
- 制作協力：ソケット
- 制作：フジテレビジョン、YOUKU
- 制作著作：フジテレビジョン

## 音楽
- オープニング：赤い公園「オレンジ」（ソニー・ミュージックレーベルズ）
- エンディング：赤い公園「pray」（ソニー・ミュージックレーベルズ）

## 配信日程
| 配信回 | 配信日         | 放送日          | サブタイトル                  | 配信分（FOD版） | 脚本              | 監督       |
| ------ | -------------- | --------------- | ----------------------------- | --------------- | ----------------- | ---------- |
| 1      | 2020年 8月19日 | 2020年 10月20日 | COME ON ちゃあはん            | 27分            | 玉田真也 下田悠子 | スミス     |
| 2      | 8月26日        | 10月27日        | CHAHHAN ROAD                  | 26分            | 玉田真也 下田悠子 | スミス     |
| 3      | 9月2日         | 11月3日         | ちゃあはんの失神              | 28分            | 玉田真也 下田悠子 | スミス     |
| 4      | 9月9日         | 11月10日        | CHAHHAN RHAPSODY              | 26分            | 三浦直之 下田悠子 | スミス     |
| 5      | 9月16日        | 11月17日        | Chahhan Maybe                 | 26分            | 伊達さん          | 戸塚寛人   |
| 6      | 9月23日        | 11月24日        | CHAHHAN Japanese idiot        | 26分            | 伊達さん          | 戸塚寛人   |
| 7      | 9月30日        | 12月1日         | CHAHHAN SANE                  | 26分            | 下田悠子          | 椿本慶次郎 |
| 8      | 10月7日        | 12月8日         | CHAHHAN&RYO YUKI&SHIORI&TOHKO | 26分            | 下田悠子          | 椿本慶次郎 |
| 9      | 10月14日       | 12月15日        | Electric Chahhan              | 26分            | 伊達さん          | 椿本慶次郎 |
| 10     | 10月21日       | 12月22日        | 時をかけるバンド              | 27分            | 下田悠子          | スミス     |